# Markus Maria Profitlich
Markus Maria Profitlich (Bonn, 25 maart 1960) is een Duitse acteur, komiek en stemacteur.

## Jeugd en opleiding
Profitlich heeft twee broers en drie zussen. Tijdens zijn jeugd was hij katholiek. Op 14-jarige leeftijd verliet hij de lagere school. 

## Carrière
Na zijn eerste pogingen als komiek op lokale podia, waaronder het Springmaus Theater in Bonn, werd de geschoolde timmerman ontdekt voor de televisie. Van 1999 tot 2001 was hij onder andere werkzaam  bij de Wochenschau. Zijn bekendste rol bij de Wochenschau was de Erklärbär. Verdere rollen waren onder andere de verlegen reporter Peter Wuttke, Mawegda Gandhi en Baby Markus. Verder presenteerde, regisseerde en produceerde hij zijn eigen amusementsprogramma Mensch Markus via zijn eigen firma mmp produktion bij de zender Sat.1. Profitlich was in 2006 producent van Deutschland ist schön – Die Allstar Comedy en van 2005 tot 2007 producent van het programma Weibsbilder. In 2008 speelde hij in het Sat.1-programma 3 – Ein Viertel, samen met zijn beide medespelers Roland Riebeling en Volker Büdts, in ongeveer 20 rollen de bizarre bewoners van het fictieve stadsdeel Schraubstock. Van deze komedie-serie werd een seizoen uitgezonden.

## Privéleven
Hij is getrouwd met de actrice Ingrid Einfeldt, die in Mensch Marcus een van zijn podiumpartners was. Beiden hebben samen twee dochters.
Profitlich is lid van de SPD. In zijn jeugd bezocht hij de Christlicher Verein Junger Menschen (CVJM) in Siegburg bij Bonn, waar hij tien jaar lang christelijke kinderretraites als pedagogisch medewerker begeleidde. Nu is hij lid van een vrije protestantse kerkgemeente. Hij woonde tot 2015/2016 in Lindlar in het Oberbergische land, sindsdien in Königswinterse stadsdeel Thomasberg.

## Onderscheidingen
- 2002 – Deutscher Comedypreis: Beste Komiek voor Mensch Markus
- 2004 – Deutscher Comedypreis: Beste Sketch-Show voor Mensch Markus
- 2006 – Deutscher Comedypreis: Beste Sketch-Comedy voor Mensch Markus

## Filmografie (selectie)
- 1996–1997 Happiness, tv-serie, RTL
- 1998 Der Clown - Feindschaft
- 1998 Fischers Satire-Show, RTL
- 1998 Ferienmann, RTL
- 1999–2001: Die Wochenshow, tv-serie, Sat.1
- 2002–2007: Mensch Markus, tv-serie, Sat.1
- 2003: Markus Maria feiert … Weihnachten/Silvester (comedy-verhalen), Sat.1
- 2003–2004: Markus Maria … zieht um, Markus Maria … will Fußball gucken, Markus Maria … auf dem Campingplatz (comedy-verhalen), Sat.1
- 2004: Die Unglaublichen – The Incredibles, animatiefilm (synchroonstem)
- 2005: Himmel und Huhn, animatiefilm (synchroonstem)
- 2005: Barfuss, speelfilm van Til Schweiger
- 2005: Siegfried, speelfilm van Sven Unterwaldt
- 2008: 3 ein Viertel, comedy-serie, Sat.1
- 2008: WALL·E – Der Letzte räumt die Erde auf, animatiefilm (synchroonstem)
- 2010: Rock It!
- 2011: Pastewka, aflevering 47: Die Alarmanlage, Sat.1
- 2016: Bettys Diagnose

- DBLP: 387/4116
- Gemeinsame Normdatei: 123773172
- International Standard Name Identifier: 0000 0003 7194 1134
- MusicBrainz: 17c78c11-0a33-450e-a0d2-6fb7dc68a05c
- Virtual International Authority File: 59999508
- WorldCat: E39PBJbxGY8m6YJVbPqry9J7HC